# Baccha optata
Baccha optata är en tvåvingeart som beskrevs av Violovitsh 1976. Baccha optata ingår i släktet nålblomflugor, och familjen blomflugor. Inga underarter finns listade i Catalogue of Life.